# Cymri No 36
Cymri No 36 est une municipalité rurale située dans le Sud-Est de la Saskatchewan au Canada. Ses bureaux sont situés dans le bourg de Midale. Elle comprend le parc régional Mainprize.

## Démographie
| 2001 | 2006 | 2011 | 2016 |
| ---- | ---- | ---- | ---- |
| 510  | 455  | 524  | 549  |